# باب کینگ (ورزشکار دو و میدانی)
باب کینگ (انگلیسی: Bob King؛ ۲۰ ژوئن ۱۹۰۶ – ۲۹ ژوئیه ۱۹۶۵) ورزشکار پرش ارتفاع اهل ایالات متحده آمریکا بود.
وی در مسابقات کشوری و بین‌المللی در مجموع برندهٔ ۱ مدال طلا شده‌است.